# غوي أغاج
غوي أغاج هي قرية في مقاطعة خدا أفرين، إيران. عدد سكان هذه القرية هو 48 في سنة 2006.